# 27ns Premis AVN
La cerimònia dels 27ns Premis AVN a Las Vegas, presentada per Adult Video News (AVN), homenatja les millors pel·lícules pornogràfiques del 2009. La cerimònia es va celebrar el 9 de gener de 2010 en un nou lloc, el Pearl Concert Theatre dins del Palms Casino Resort a Paradise, Nevada. Durant la cerimònia, AVN Media Network va lliurar premis en 125 categories de pel·lícules o productes estrenats entre l'1 d'octubre de 2008 i el 30 de setembre de 2009. La cerimònia va ser televisada als Estats Units per Showtime. L'humorista Dave Attell va presentar l'espectacle amb les copresentadores Kirsten Price i Kayden Kross.
Entre les noves categories de premis introduïdes hi havia la millor paròdia sexual a causa de la qualitat del gènere i l'impacte en el mercat. La categoria va ser una de les tres a l'entrega de premis on es va declarar un empat i, en aquest cas, The Sex Files: A Dark XXX Parody, un paròdia d'acció i aventura. The X-Files, i Not the Cosbys XXX, una parodia de The Cosby Show, van ser coguanyadors.
The 8th Day va guanyar el premi al millor llargmetratge de vídeo i vuit premis més i Tori Black, de 21 anys, va guanyar el seu primer millor artista femenina de l’any i va guanyar o va compartir cinc més, mentre que Kagney Linn Karter va guanyar el premi a la millor estrella nova. Manuel Ferrara va guanyar el seu tercer premi a l'Intèrpret Masculí de l'Any, unint-se a Lexington Steele com els únics actors que ho van aconseguir.

## Guanyadors i nominats

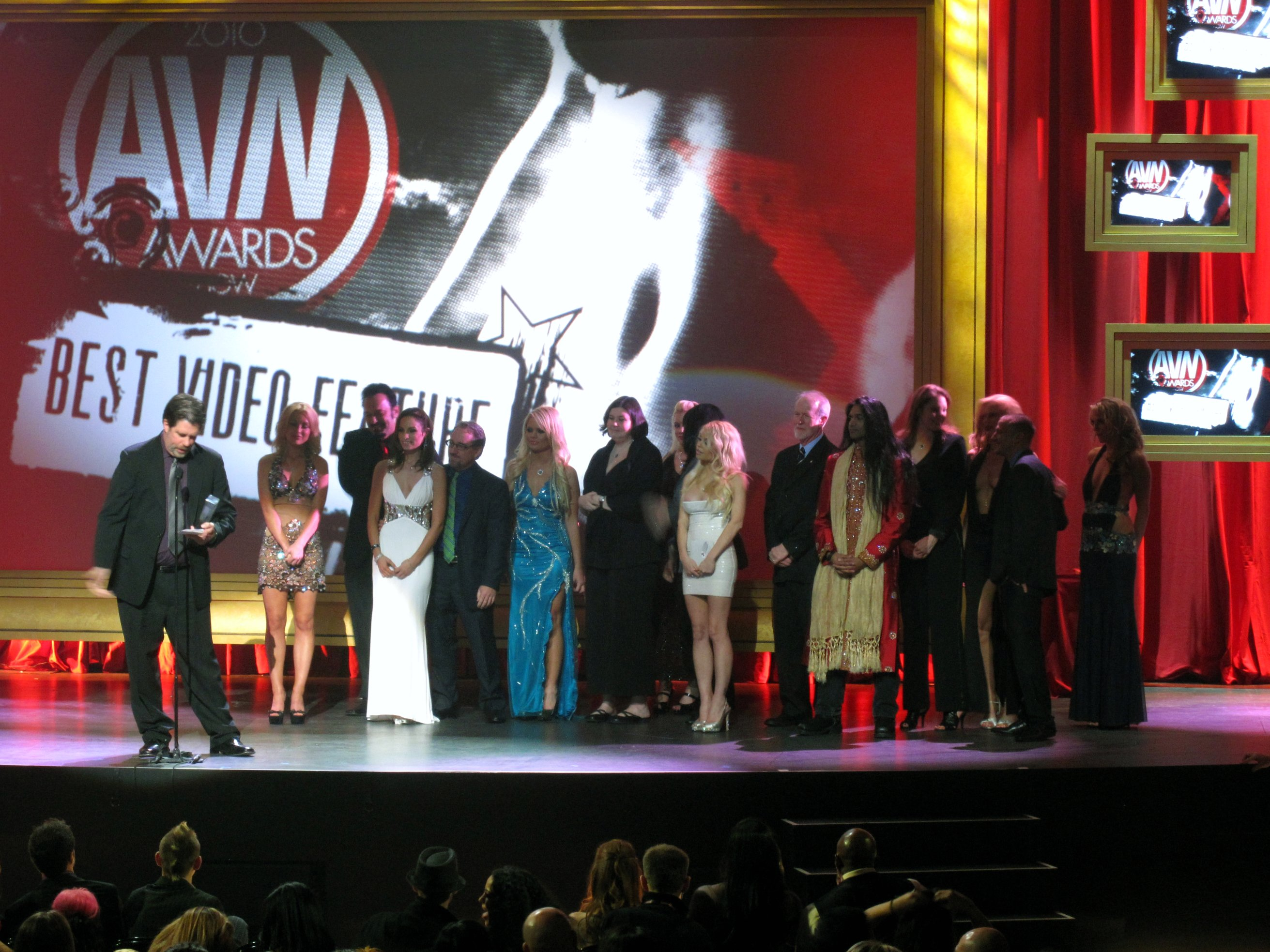
Equip de The 8th Day acceptant el premi al millor vídeo

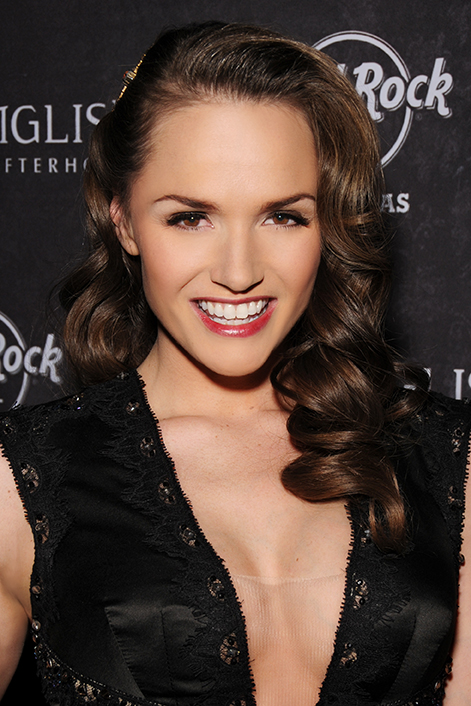
Tori Black, premi al a millor artista femenina de l’any

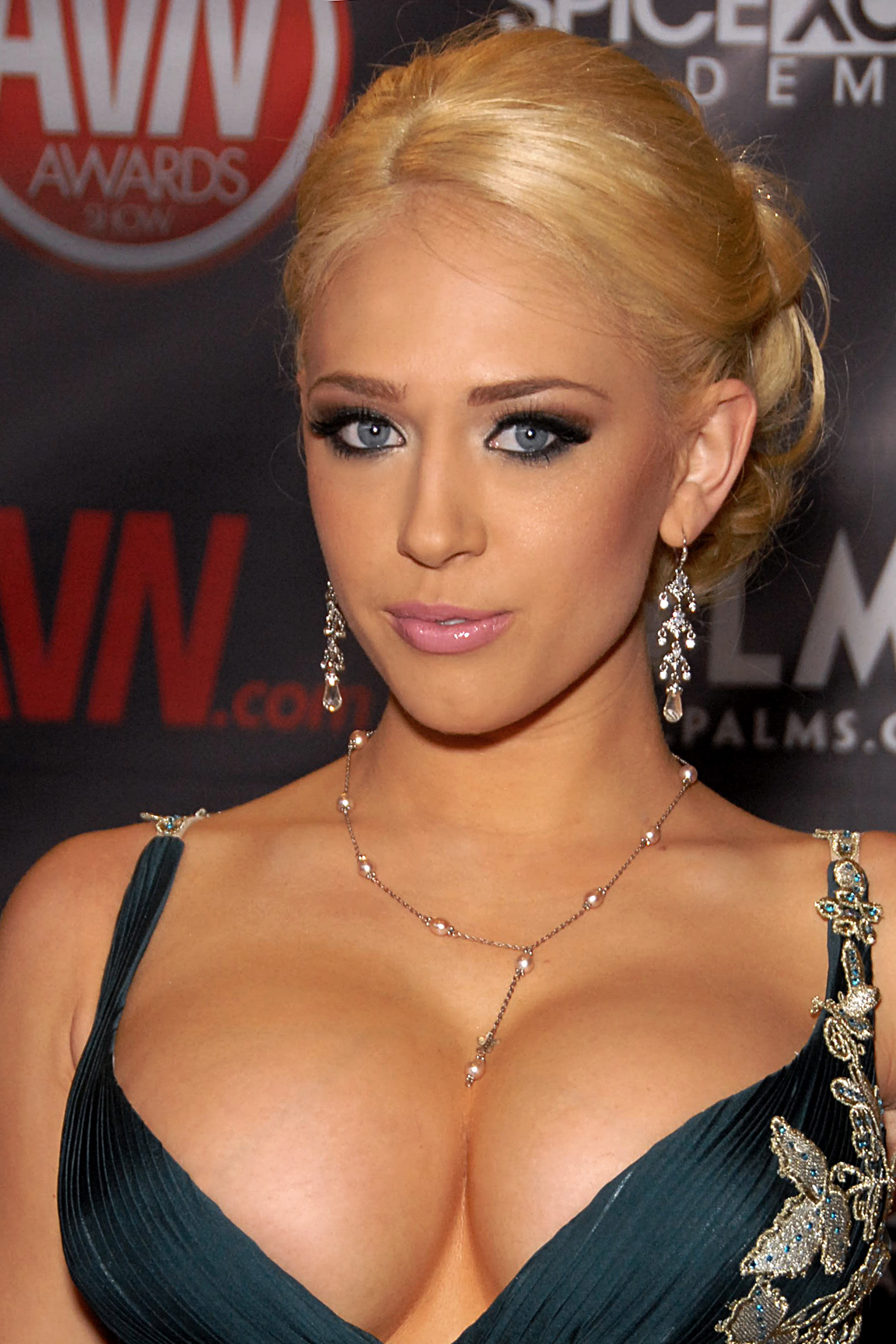
Kagney Linn Karter, guanyadora del premi a la millor nova estrella

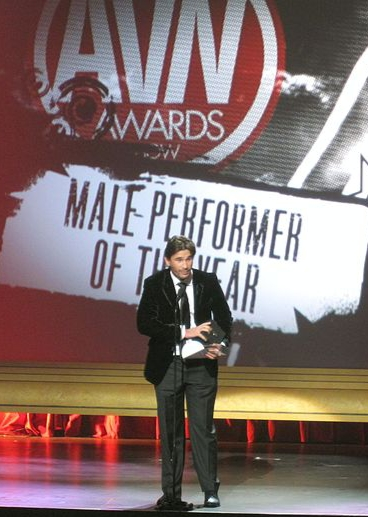
Manuel Ferrara, premi al millor artista masculí de l’any

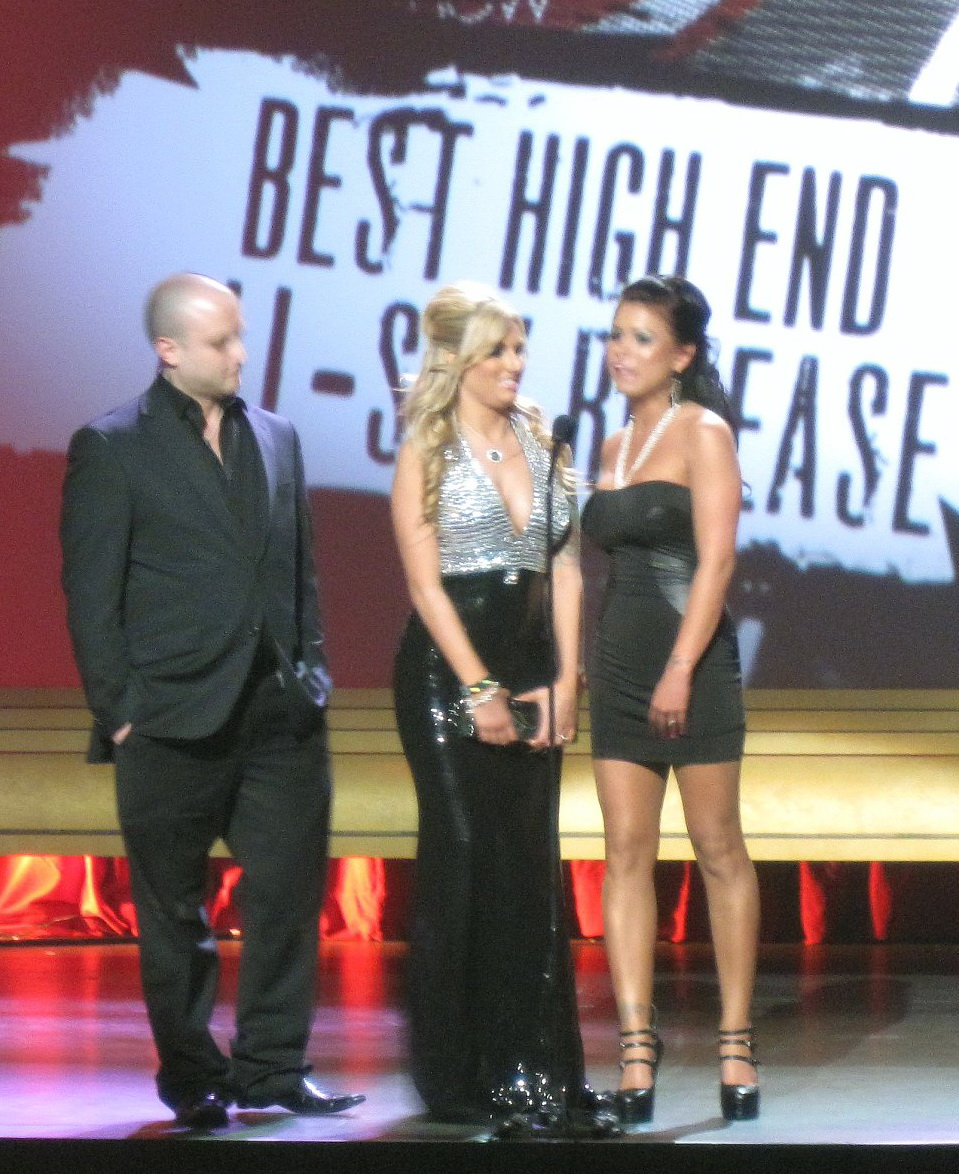
El director i productor executiu Joshua i les estrelles Teagan Presley i Eva Angelina acceptant el premi a la millor estrena High End All-Sex Release el 2010 per Deviance

Els nominats per als 27è Premis AVN es van anunciar el 2 de desembre de 2009 en un comunicat de premsa. Els guanyadors es van anunciar durant la cerimònia de lliurament de premis el 9 de gener de 2010, que es va emetre a Showtime.

### Premis principals
Els guanyadors apareixen en primer lloc i es destaquen en "negreta".
| Millor pel·lícula en vídeo | Millor nova estrella |
| --- | --- |
| - The 8th Day - 2040 - Big Ass Stalker - Champion: Love Hurts - Educating Alli - Faithless - Fleshed Out - Heaven - Hush - Law & Lust - My Daughter's Boyfriend - Pure - Pussy a Go Go - The Surrender of O - Throat: A Cautionary Tale | - Kagney Linn Karter - Asa Akira - Britney Amber - Angelina Armani - Kiara Diane - London Keyes - Tanner Mayes - Nicole Ray - Emy Reyes - Natalia Rossi - Aryana Starr - Riley Steele - Janie Summers - Brynn Tyler - Sadie West |
| Premi a l'artista masculí de l'any | Premi a l'artista femenina de l'any |
| - Manuel Ferrara - Marco Banderas - Mick Blue - Tom Byron - James Deen - Tony DeSergio - Erik Everhard - Mr. Marcus - Sean Michaels - Mr. Pete - Anthony Rosano - Evan Stone - Rico Strong - Prince Yahshua | - Tori Black - Belladonna - Lexi Belle - Ashlynn Brooke - Dana DeArmond - Chayse Evans - Jenna Haze - Kayden Kross - Jesse Jane - Amber Rayne - Nikki Rhodes - Ann Marie Rios - Kristina Rose - Bobbi Starr - Misty Stone |
| Millor actor | Millor actriu |
| - Eric Swiss − Not Married With Children XXX - Ace − The Jeffersons: A XXX Parody - Keni Styles − Pure - Otto Bauer − Everybody Loves Lucy - James Deen − Scrubs: A XXX Parody - Guy DiSIlva − Barrack's Big Stimulus Package - Tommy Gunn − Heaven - Eric Masterson − Hush - Sean Michaels − L.A. Pink - Anthony Rosano − The Sex Files: A Dark XXX Parody - Herschel Savage − 30 Rock: A XXX Parody - Randy Spears − Educating Alli - Evan Stone − Pussy a Go Go - Voodoo − The Cougar Hunter - Frankie Young − Jon & Kate Fuck Eight | - Kimberly Kane − The Sex Files: A Dark XXX Parody - Asa Akira − Pure - Julia Ann − Identity - Lisa Ann − Who's Nailin' Paylin? - Alektra Blue − Educating Alli - Jessica Drake − Hush - Sasha Grey − Throat: A Cautionary Tale - Audrey Hollander − Everybody Loves Lucy - Kayden Kross − The 8th Day - Kelli McCarty − Faithless - Melissa Monet − My Daughter's Boyfriend - Bree Olson − One Last Ride - Hillary Scott − Heaven - India Summer − Drill Baby Drill - Roxy DeVille − Whack Job |
| Millor director — pel·lícula | Millor sèrie de temàtica ètnica — Negre |
| - David Aaron Clark − Pure - Brad Armstrong − 2040 - Bishop − Big Ass Stalker - Axel Braun − This Ain't Happy Days XXX - Robby D. − Teachers - Stormy Daniels − Operation: Tropical Stormy - Ernest Greene − The Surrender of O - Sam Hain − The Sex Files: A Dark XXX Parody - Lee Roy Myers − Seinfeld: A XXX Parody - Michael Raven − Hush - Will Ryder − Flight Attendants - Ren Savant − The 8th Day - Josh Stone − Law & Lust - Paul Thomas − Throat: A Cautionary Tale - Winkytiki − Pussy a Go Go | - Black Ass Master − Alexander DeVoe/Jules Jordan - Big Ass Anal Heaven - Black Iz Beautiful - Big Black Wet Asses - Big Phat Apple Bottom Bootys - The Black Assassin - Booty Call - Chocolate Sorority Sistas - My Baby Got Back - Newbie Black - New Black Cheerleader Search - Phatty Girls - Rap Video Auditions - Round & Brown - Wet Juicy Asses |
| Millor comèdia sexual | Millor paròdia |
| - Flight Attendants - Booby Trap - Bree's College Daze 2 - The Cougar Hunter - The Crack Pack - Drill Baby Drill - Funny Bone - Korporate Kougars - One Wild and Crazy Night - Operation: Tropical Stormy - The Pinch - Popporn: The Guide to Making Fuck - Teachers - Whack Job - Who's Nailin' Paylin?" | - The Sex Files: A Dark XXX Parody - Not the Cosbys XXX - 30 Rock: A XXX Parody - Celebrity Apprentass - Crock of Love - Everybody Loves Lucy - The Jeffersons: a XXX Parody - Jon & Kate Fuck Eight - L.A. Pink - Not Married With Children XXX - Pink's Anatomy - Scrubs: A XXX Parody - Seinfeld: A XXX Parody - This Ain't Star Trek XXX - This Ain't Happy Days XXX - TMSleaze |
| Millor estrena gonzo | Millor estrena All-Girl |
| - Tori Black Is Pretty Filthy - Bobbi Starr & Dana DeArmond's Insatiable Voyage - Buttman's Oddyssey - Cum-Spoiled Sluts - Filthy 3 - Fresh Meat 25 - Innocent Until Proven Filthy 5 - Oil Overload 2 - Poolside Pussy - Raw 2 - Rocco Ravishes L.A. - Shane's World 41 - Slut Puppies 3 - Slutty and Sluttier 9 - Sweet Cheeks 11 | - Evil Pink 4 - Anal Lesbian Sweethearts - Erocktavision 10: In Between the Sheets - Field of Schemes 5 - Girlfriend Vignettes - Girls Kissing Girls 3 - Girls Made to Love - Girl Play - Kittens & Cougars - Lesbian Bridal Stories 4 - Lesbian Tutors 8 - No Boyz Just Toyz - Supermodel Slumber Party - Unfaithful 4 - The Violation of Kylie Ireland |
| Millor escena High-End All-Sex | Millor escena de sexe en grup |
| - Deviance - Addicted 6 - Buttwoman Returns - Dreamgirlz 2 - The Five - Fuck The World - Glamour Girls 2 - House of Wicked - Jesse Jane: Atomic Tease - Johnny Loves Morgan - Kristina Rose: Dirty Girl - Live in My Secrets - Night Trips: A Dark Odyssey - Jenna Haze: Nymphomaniac - Performers of the Year 2009 | - Jessica Drake, Kirsten Price, Alektra Blue, Mikayla Mendez, Kaylani Lei, Tory Lane, Jayden Jaymes, Kayla Carrera, Randy Spears, Brad Armstrong, Rocco Reed, Marcus London, Mick Blue, T. J. Cummings − 2040 - Darryl Hanah, Trinity Post, Amber Rayne, Jerry, Tyler Knight - The 8th Day - Monique Alexander, Tee Reel, Alex Gonz, Lorena Sanchez - American Swingers - Jenny Hendrix, Steve Holmes, Jerry, Mr. Pete, Ass Worship 11 - Olivier Sanchez, Jazz Duro, Denice K., Daphne Rosen, Amy Azurra - Ben Dover's Busty Babes U.S.A. - Jon Jon, Nat Turnher, Rico Strong, Tee Reel, Nathan Threat, Mr. Marcus, Cecilia Vega - The Brother Load - Michael Stefano, Bobbi Starr, Adrianna Nicole, Toni Ribas, Andi Anderson, Madison Parker - Evil Anal 10 - Jade Starr, Alec Knight, James Deen, Marie Luv, Natalie Minx, Jayme Langford - Fuck The World - Dave Hardman, Pierce Johnson, Valentino, Otto Bauer, Audrey Hollander, Eddie Charisma, Jenner, Seth Dickens, Dirty Harry, Frankie Young, Jay Ashley, Steve James, Johnny Nitro, Eric Camden - Ganged and Banged - Manuel Ferrara, Sunny Lane, Ava Rose, Kristina Rose - Pornstar Workout - Rocco Siffredi, Bobbi Starr, Jamie Elle, Toni Ribas - Rocco Ravishes L.A. - Olivier Sanchez, Danny D., Bobbi Starr, George Uhl - Satan's Whore - Jackie Daniels, Charley Chase, Angelica Raven, Gracie Glam, Pike Nelson - The Sex Files: A Dark XXX Parody - Ben English, Anthony Rosano, Tori Black, Francesca Lé - TMSleaze |
| Millor escena de sexe en parelles | Millor escena de sexe parelles All-Girl |
| - Amy Ried, Ralph Long − 30 Rock: A XXX Parody - Jessica Drake, Marcus London − 2040 - Justin Slayer, Sara Sloane − Booty I Like 5 - Mick Blue, Tori Black − Don't Make Me Beg - Tom Byron, Lexi Belle − House of Ass 10 - Jenna Haze, Prince Yahshua − Sexual Blacktivity - Scott Nails, Jesse Jane − Jesse Jane: Atomic Tease - Evan Stone, Kayden Kross − Kayden's Frisky Business - Tiffany Mynx, Lexington Steele − Lexington the Impaler 4 - Alex Gonz, Andy San Dimas − On My Dirty Knees - Asa Akira, Keni Styles − Pure - Ashlynn Brooke, Evan Stone − Seinfeld: A XXX Parody - Tera Patrick, Spyder Jonez − Sex in Dangerous Places - Mark Ashley, Kagney Linn Karter − Swimsuit Calendar Girls 2 - Sasha Grey, Evan Stone − Throat: A Cautionary Tale                | - Tori Black, Lexi Belle − Field of Schemes 5 - Jenna Haze, Alexis Texas − Anal Academics - Sammie Rhodes, Kristina Rose − Bitchcraft 6 - Sasha Grey, Bree Olson − Bree & Sasha - Lexi Belle, Jenna Haze − Evil Pink 4 - Emy Reyes, Vanessa Leon − Girl on Girl 2 - Cindy Hope, Anita Pearl − Intimate Contact 2 - Zoe Britton, Nikki Rhodes − Lesbian Bridal Stories 4 - Devi Emmerson, Molly Cavalli − Molly's Life 1 - Monique Alexander, Tori Black − Nymphetamine 3 - Aiden Starr, Evie Delatosso − Psycho Cheerleaders 2 - Misty Stone, Sochee Mala − Pussy a Go Go - Courtney Cummz, Roxy Reynolds − Pussycats 3 - Sunny Leone, Jenna Haze − Sunny's Slumber Party - Franziska Facella, Taylor Vixen − Women Seeking Women 55 |
| Millor escena de sexe anal | Millor escena de sexe oral |
| - Sasha Grey, Erik Everhard − Anal Cavity Search 6 - Mick Blue, Bobbi Starr, Loona Luxx − Anal Buffet - James Deen, Ricki White − Ass Cleavage 10 - Criss Strokes, Phoenix Marie − Ass Worship 11 - Michael Stefano, Gianna Michaels − Big Wet Asses 15 - Lexington Steele, Tory Lane − Breast Worship 2 - Belladonna, James Deen − Butthole Whores 3 - Mr. Pete, Kimberly Kane − Content - Scott Nails, Jenna Haze − Cum-Spoiled Sluts - Manuel Ferrara, Chayse Evans − Evil Anal 10 - Manuel Ferrara, Marie Luv − Go Hard or Go Home - James Deen, Kristina Rose − Kristina Rose: Dirty Girl - Rocco Siffredi, Kristina Rose − Rocco Ravishes L.A. - Joanna Angel, James Deen, Alexis Texas − Scrubs: A XXX Parody - Manuel Ferrara, Tori Black − Tori Black Is Pretty Filthy | - Sasha Grey − Throat: A Cautionary Tale - Hanna Hilton − Bounce - Sindee Jennings − Cummin' at You 3D - Alektra Blue − Educating Alli - Brittany O'Connell − Face Full of Diesel 6 - Madison Ivy − Jules Jordan: Feeding Frenzy 10 - Misty Stone, Lexi Love − Flight Attendants - Nikki Rhodes − Fuck The World - Nicole Ray − Gag Factor 29 - Naomi Cruise -− Jerkoff Material - Brooke Banner − 70's Show: A XXX Parody - Coco Velvett, Andy San Dimas, Draven Star − L.A. Pink - Marie Luv − Belladonna's Oddjobs 4 - Michelle Myers − Oral Assault - Jada Fire − POV Cock Suckers 10 |
| Estrella Crossover de l’any | Estrella Web Starlet de l’any |
| - Sasha Grey | - Sunny Leone - Angel Dark - Misty Anderson - Joanna Angel - Eva Angelina - Belladonna - Tori Black - Sophie Dee - Vanilla DeVille - Katsuni - Sunny Lane - Shay Lynn - Mariah Milano - Phoenix Marie - Regan Reese |
| Estrena més llogada i més venuda | - Sunny Leone - Angel Dark - Misty Anderson - Joanna Angel - Eva Angelina - Belladonna - Tori Black - Sophie Dee - Vanilla DeVille - Katsuni - Sunny Lane - Shay Lynn - Mariah Milano - Phoenix Marie - Regan Reese |
| - Pirates II: Stagnetti's Revenge | - Sunny Leone - Angel Dark - Misty Anderson - Joanna Angel - Eva Angelina - Belladonna - Tori Black - Sophie Dee - Vanilla DeVille - Katsuni - Sunny Lane - Shay Lynn - Mariah Milano - Phoenix Marie - Regan Reese |

### Guanyadors de premis addicionals
Aquests premis es van anunciar en un segment només per als guanyadors, però no es van presentar els seus premis a l'escenari durant l'esdeveniment i no van formar part del programa de premis televisat.
Categories DVD
- Millor sèrie All-Girl: Women Seeking Women
- Millor estrena All-Sex: Evalutionary
- Millor sèrie All-Sex: Addicted
- Millor estrena alternativa: Porn's Most Outrageous Outtakes 3
- Millor sèrie alternativa: Naked College Coeds
- Millor estrena amateur: 18 With Proof 2
- Millor sèrie amateur: Cherries
- Millor estrena de sexe anal: Ass Worship 11
- Millor sèrie de sexe anal: Evil Anal
- Millor estrena animada: PornoMation 3
- Millor estrena BDSM: Ivy Manor Slaves 3: The Dream Team
- Millor estrena Big Bust: Breast Worship 2
- Millor sèrie Big Bust: Big Tits at School
- Millor estrena Big Butt: Big Wet Asses 15
- Millor sèrie Big Butt: Big Wet Asses
- Millor estrena clàssica: Debbie Does Dallas 30th Anniversary Edition
- Millor extres DVD: The 8th Day − Adam & Eve Pictures
- Millor menús DVD: 2040 − Wicked Pictures
- Millor estrena educacional: Tristan Taormino's Expert Guide to Threesomes
- Millor estrena de temàtica ètnica — Asiàtic: Asian Fucking Nation 3
- Millor estrena de temàtica ètnica — Negre: Phatty Girls 9
- Millor estrena de temàtica ètnica — Llatí: Young Tight Latinas 17
- Millor sèrie de temàtica ètnica — Asiàtic: Cockasian
- Millor sèrie de temàtica ètnica — Llatí: Deep in Latin Cheeks
- Millor estrena Fem-Dom Strap-On: Forced Fem 3
- Millor estrena Fetitx Peu/Cama: Party of Feet
- Millor estrena estrangera All-Sex: Bobbi Violates Europe − Evil Angel/Clark Euro Angel Video
- Millor sèrie estrangera All-Sex: Rocco: Puppet Master − Evil Angel/Rocco Siffredi Productions
- Millor estrena estrangera: Billionaire − Pure Play Media
- Millor sèrie gonzo: Jerkoff Material
- Millor DVD interactiu: Interactive Sex With Tori Black
- Millor estrena Internal: All Internal 9
- Millor sèrie Internal: Internal Damnation
- Millor estrena interracial: Lex the Impaler 4
- Millor sèrie interracial: It's Big, It's Black, It's Jack
- Millor estrena MILF: It's a Mommy Thing! 4
- Millor sèrie MILF: Seasoned Players
- Millor Nova Línia: Reality Junkies
- Millor Nova Sèrie: Glamour Girls
- Millor Nova Empresa Productora de Vídeo: Bluebird Films
- Millor campanya de màrqueting en línia — Imatge de l'empresa: Sitcums.com – X-Play
- Millor campanya de màrqueting en línia — Projecte individual: The 8th Day, the8thdayxxx.com − Adam & Eve Imatges
- Millor llançament de temàtica oral: Feeding Frenzy 10
- Millor sèrie de temàtica oral: Face Fucking Inc.
- Millor llançament d'orgies/Gangbang: Young Harlots: Gangbang
- Millor sèrie d'orgies/Gangbang: Gangland
- Millor campanya de màrqueting global — Imatge de l'empresa: Vivid Entertainment i Digital Playground (empat)
- Millor campanya de màrqueting global — Projecte individual: Throat: A Cautionary Tale, Vivid Entertainment Group
- Millor empaquetament: Operation: Tropical Stormy − Wicked Pictures
- Millor innovació en empaquetament: The 8th Day − Adam & Eve Pictures
- Millor estrena POV: Anal Prostitutes on Video 6
- Millor sèrie POV: Jack's POV
- Millor estrena Pro-Am: Bang Bus 24
- Millor sèrie Pro-Am: Brand New Faces
- Millor estrena solo: All Alone 4
- Millor efectes especials: The 8th Day
- Millor estrena especialitat — Altres gèneres: Asses of Face Destruction 5
- Millor sèrie especialitat: Fishnets
- Millor estrena Squirting: Squirt Gangbang 4
- Millor sèrie Squirting: Storm Squirters
- Millor estrena transsexual: Rogue Adventures 33
- Millor sèrie transsexual: America's Next Top Tranny
- Millor estrena vinyetes: Nurses
- Millor sèrie vinyetes Penthouse Variations
- Millor estrena Young Girl: Young & Glamorous
- Millor sèrie Young Girl: Barely Legal
- Millor títol de l’any: Who's Nailin' Paylin?

Categories d'intèrpret/creador
- Millor escena de sexe grupal All-Girl: Eva Angelina, Teagan Presley, Sunny Leone, Alexis Texas − Deviance
- Millor escena sexual All-Girl a tres bandes: Bree Olson, Tori Black, Poppy Morgan − The 8th Day
- Millor direcció artística: 2040
- Millor director — Vídeo ètnic: Jules Jordan − Lex the Impaler 4
- Millor director — Estrena estrangera: Moire Candy (Louis Moire/Max Candy)[4] (Ritual) & Paul Chaplin (Black Beauty: Escape to Eden − Bluebird Films)
- Millor director — No-pel·lícula estrangera: Raul Cristian (Ass Traffic 6 − Evil Angel)
- Millor director — No pel·lícula: William H., Evalutionary
- Millor escena sexual de doble penetració: Bobbi Starr, Mr. Marcus, Sean Michaels − Bobbi Starr & Dana DeArmond's Insatiable Voyage
- Millor muntatge: Ren Savant, The 8th Day
- Millor maquillatge: Christi Belden, Lisa Berczel, Leonard Berczel, Nicki Hunter, Julia Ann, The 8th Day
- Millor nouvingut masculí: Dane Cross
- Millor banda sonora: Live in My Secrets
- Millor estrena no sexual: Thomas Ward, Not the Cosbys XXX
- Millor estrena no sexual: “Bree's Bossa” by Joe Gallant − The Crack Pack
- Millor escena sexual POV: Kagney Linn Karter, Pound the Round POV
- Millor guió: Raven Touchstone − Throat: A Cautionary Tale
- Millor escena sexual en producció estrangera: Aletta Ocean, Olivier Sanchez, George Uhl (Dollz House − Harmony Films)
- Millor escena de sexe en solitari: Teagan Presley, Not the Bradys XXX: Marcia, Marcia, Marcia!
- Millor actor secundari: Tom Byron, Throat: A Cautionary Tale
- Millor actriu secundària: Penny Flame, Throat: A Cautionary Tale
- Millor actuació en tease: Tori Black, Tori Black Is Pretty Filthy
- Millor escena sexual a tres bandes: Tori Black, Rebeca Linares, Mark Ashley, Tori Black Is Pretty Filthy
- Millor videografia/Cinematografia: Monmarquis, David Lord, Ren Savant, The 8th Day
- Director de l’any (Cos d’obra): Will Ryder
- Actuació femenina estrangera de l’any: Aletta Ocean
- Actuació masculina estrangera de l’any: Toni Ribas
- Actuació MILF/Cougar de l’any: Julia Ann
- Escena sexual més escandalosa: Bobbi Starr a “Go Fuck Yourself” de Belladonna: No Warning 4
- Actuació transsexual de l'any: Kimber James
- Estrella masculina desconeguda de l'any: Derrick Pierce
- Estrella femenina desconeguda de l’any: Shawna Lenee

Categories Web i Tecnologia
- Millor web d’adults: BangBros.com − Bang Productions
- Millor nova estrella web: Lexi Belle
- Millor web minorista: AdultDVDEmpire.com

## Premis AVN Honoraris

### Saló de la Fama
Nous membres inclosos al Saló de la Fama de l'AVN per al 2010 van ser: Chris Charming, Stoney Curtis, Racquel Devine, Devon, Jessica Drake, Byron Long, Gina Lynn, Toni Ribas, Nicholas Steele, Michael Stefano, Valentino, Mark Wood
- Branca Fundadors: Christian Mann, Catalina Video; Michael Paulsen, Paradise Visuals; Michael Warner, Great Western Litho
- Branca Fundadors Internet: Ron Cadwell, CCBill; Tony Morgan, National Net; Morgan Sommer, Cybersocket

## Múltiples nominacions i premis
Les següents estrenes van rebre múltiples premis:
- 9 premis: The 8th Day
- 5 premis: Throat: A Cautionary Tale
- 3 premis: Tori Black Is Pretty Filthy, 2040
- 2 premis: Evalutionary, Lex the Impaler 4, Not the Cosbys XXX, The Sex Files: A Dark XXX Parody

Les següents estrenes van rebre múltiples nominacions:
- 20 nominacions: The 8th Day
- 18 nominacions: 2040
- 16 nominacions: The Sex Files: A Dark XXX Parody
- 13 nominacions: Throat: A Cautionary Tale, Pure
- 11 nominacions: Flight Attendants
- 10 nominacions: Seinfeld: A XXX Parody, Fuck The World

Els següents individus van rebre múltiples premis:
- 6 premis: Tori Black
- 3 premis: Sasha Grey
- 2 premis: Lexi Belle, Julia Ann, Kagney Linn Karter, Sunny Leone, Aletta Ocean, Teagan Presley, Ren Savant, Bobbi Starr

## Canvis a les categories de premis
A partir dels 27ns premis AVN, AVN Media Network va afegir una categoria al programa de premis titulada Millor paròdia sexual. "A causa de la quantitat de paròdies de qualitat que els estudis han produït durant l'últim any i de l'impacte que han tingut al mercat, hem decidit honrar el millor d'aquestes pel·lícules en la seva pròpia categoria separada de la nostra llarga durada premi a la millor comèdia sexual", va dir Paul Fishbein, president d'AVN.

## Altres fonts
- Gary Miller (director). The 2010 AVN Awards Show (Television production).  Los Angeles, California: Showtime Networks, 2010.